# Kenchandoni, Koppal
Kenchandoni là một làng thuộc tehsil Koppal, huyện Koppal, bang Karnataka, Ấn Độ.